# Mirrianne Mahn
Mirrianne Mahn (* 8. Juni 1989 in Buea, Kamerun) ist eine deutsche politische Aktivistin, Politikerin (parteilos, bis 2024 Die Grünen), Theatermacherin und Autorin. Sie ist seit 2021 Stadtverordnete in der Frankfurter Stadtverordnetenversammlung.

## Leben
Mirrianne Mahn wuchs in Woppenroth im Hunsrück auf. Ihre Mutter ist Kamerunerin, ihr Vater Deutscher, sie hat einen jüngeren Bruder und eine jüngere Schwester. Mahn studierte an der Johann Wolfgang Goethe-Universität Frankfurt am Main Anglistik und Amerikanistik. 2016 begann sie ein Crowdfunding für ihr Foodtruck-Projekt für von der westafrikanischen Küche inspiriertes Essen. Sie lebt mit ihren beiden Kindern in Frankfurt am Main.

## Theater
Mit der Regisseurin, Autorin und Theatervermittlerin Hannah Schassner gründete Mirrianne Mahn das Label „yellowdressproudactions“, um gemeinsam an diskriminierungskritischen Theaterprojekten zu arbeiten; die erste Produktion entstand 2018 in Kooperation mit der theaterperipherie. Neben der theaterperipherie unterstützen das Historische Museum Frankfurt, die Initiative Schwarze Menschen in Deutschland Frankfurt und die Landungsbrücken Frankfurt das Label.
Mahn ist Ensemblemitglied der theaterperipherie, des postmigrantischen Theaters in Frankfurt am Main, wo sie seit 2018 als Darstellerin und seit 2019 als Dramaturgin tätig ist. 2020 war Mahn Teil der Performance „moved. BEWEGT. déplacé. (K)ein Spaziergang in Schwarzweiß“, die sich mit Bewegung im öffentlichen Raum beschäftigte.

## Politisches Engagement
Seit 2016 ist Mahn Mitglied der Initiative Schwarze Menschen in Deutschland e. V. und setzt sich gegen Rassismus, Diskriminierung und für mehr Diversität ein.
Von 2020 bis 2022 war sie am Kinder- und Jugendtheaterzentrum der Bundesrepublik in Frankfurt am Main als Beauftragte für Diversitätsentwicklung in den Darstellenden Künsten für junges Publikum tätig. Sie fordert, alle gesellschaftlichen Lebensrealitäten auch in Kunst und Kultur abzubilden.
Als Coautorin im Buch „People of Deutschland“ schreibt sie über die Erfahrungen Schwarzer Frauen in Deutschland.
Ebenfalls im September 2020 entschied sich Mahn dazu, in die Partei DIE GRÜNEN einzutreten, um sich auch auf politischer Ebene gegen Rassismus zu engagieren. Dazu bewogen haben sie das Attentat von Hanau, die Tötung George Floyds und ein Übergriff auf die Performance „moved. BEWEGT. déplacé. (K)ein Spaziergang in Schwarzweiß“, an der Mahn mitgewirkt hatte. Außerdem wollte sie politischen Einfluss auf den vom Frankfurter Stadtparlament nach dem Attentat von Hanau herausgegebenen Aktionsplan gegen Rassismus und Rechtsextremismus nehmen, den Mahn kritisierte.
Seit März 2021 ist Mahn Stadtverordnete in Frankfurt am Main und Mitglied des Präsidiums der Stadtverordnetenversammlung. Sie war Vorsitzende des Ausschusses für Kultur, Wissenschaft und Sport, Mitglied des Ausschusses für Bildung und Schulbau sowie des Ausschusses für Wirtschaft, Recht und Frauen.
Im Herbst 2023 kandidierte Mahn intern bei den Grünen für einen vorderen Listenplatz für die Europawahl, war aber nicht erfolgreich.
Im März 2024 trat sie wegen Differenzen bei den Grünen aus Partei und Fraktion aus und ist seitdem Mitglied der Fraktion Ökolinx-ELF (Europaliste Frankfurt). Mahn beschuldigt die Partei und Fraktion der Frankfurter Grünen der Diskriminierung und der Behinderung der Ausübung ihres Mandats.

## Intervention bei der Verleihung des Friedenspreises des deutschen Buchhandels
Bundesweite Bekanntheit erlangte Mahn am 24. Oktober 2021 durch ihren Auftritt bei der Verleihung des Friedenspreises des deutschen Buchhandels an Tsitsi Dangarembga in der Frankfurter Paulskirche. Während der Rede des Frankfurter Oberbürgermeisters Peter Feldmann trat Mahn ans Rednerpult und unterbrach Feldmann, um darauf aufmerksam zu machen, dass verschiedene Autorinnen und Aktivisten wie Jasmina Kuhnke, Nikeata Thompson, Anabelle Mandeng, Riccardo Simonetti und Raul Krauthausen ihre Besuche auf der Buchmesse absagten, weil sie sich dort durch die Präsenz rechter Verlage bedroht fühlten.

## Künstlerische Produktionen
- 2018: Illegal nach dem gleichnamigen Roman von Max Annas in einer Bühnenfassung von Hannah Schassner mit Mirrianne Mahn (theaterperipherie)[16]
- 2019: Issa versus Illegal von Mirrianne Mahn und Hannah Schassner (theaterperipherie)[17]
- 2020: moved. BEWEGT. déplacé. (K)ein Spaziergang in Schwarzweiß (IMPLANTIEREN2020 & theaterperipherie)[18]
- 2021: Issa versus Illegal – digital und interaktiv als Homepage von Mirrianne Mahn und Hannah Schassner (yellowdressproudactions)[19]

## Bücher
Issa. Roman. Rowohlt Verlag, Hamburg 2024, ISBN 978-3-498-00390-6.

## Veröffentlichung
- Mahn, Mirrianne (2021): Es war einmal … Vom Geschichtenerzählen. In: Fechner, Meike/Werner, Birte (Hg.): Ohne Worte | Körper – Botschaften. IXYPSILONZETT 2021. ISBN 978-3-95749-345-3, S. 40–41.
- Mahn, Mirrianne (2023): Was es für mich bedeutet Raum einzunehmen. In: Rink, Martina/Usifo, Simon (Hg.): People of Deutschland. 45 Menschen, 45 Geschichten. Über Rassismus im Alltag und wie wir unser Land verändern wollen. Eden Books, Hamburg 2023. ISBN 978-3-95910-398-5, S. 139–144.

## Auszeichnung
2019 wurde Mahn mit der theaterperipherie, dem „diversesten Off-Theater der Stadt“, mit dem Kinder- und Jugendtheaterpreis Karfunkel ausgezeichnet.